# Рог изобилия

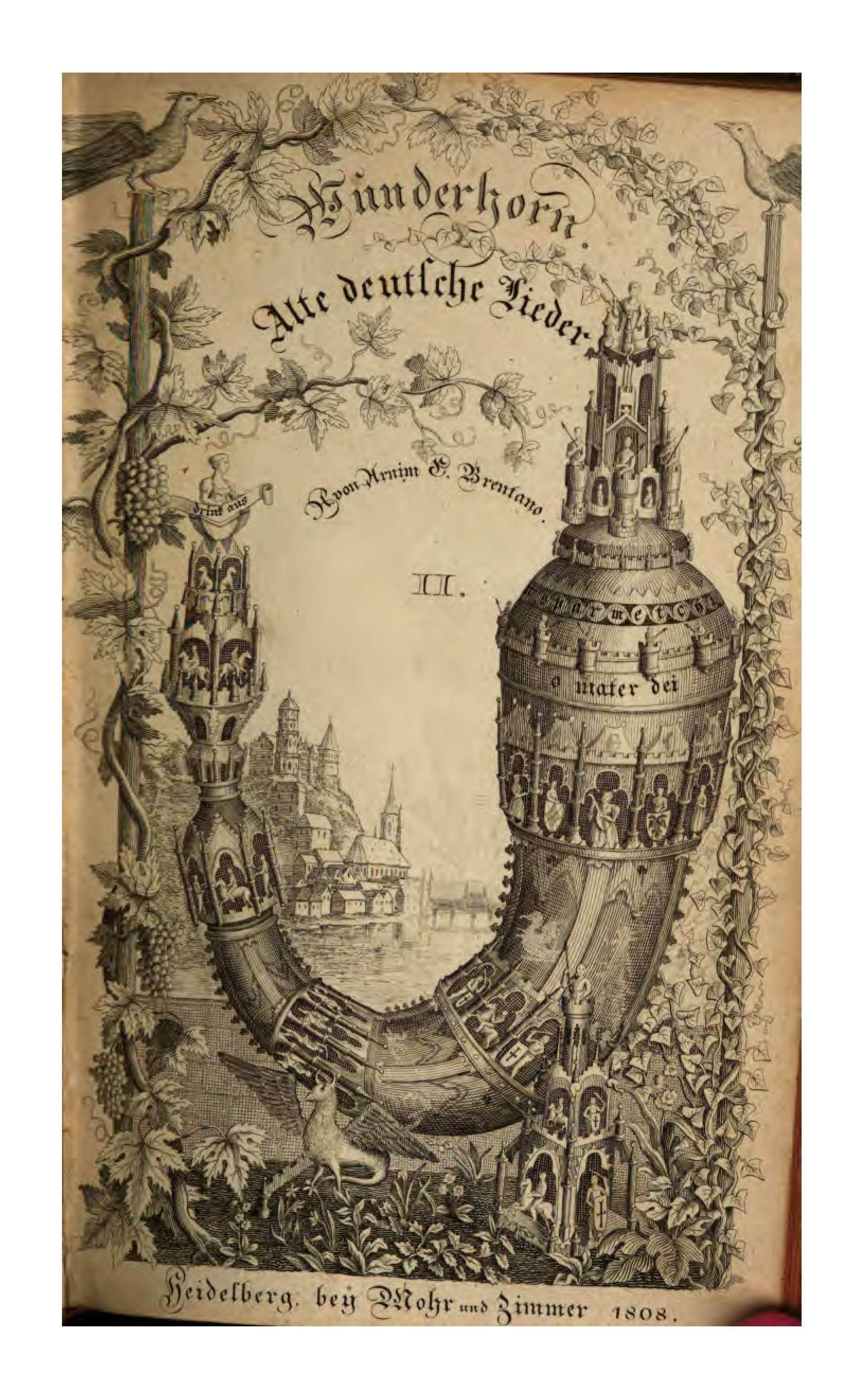
Рог изобилия на обложке фольклорного сборника «Волшебный рог мальчика» (1808)

Рог изоби́лия, корнукопия  (лат. cornu copiae, устар. рог благосостояния) — символ изобилия и богатства, восходящий к древнегреческой мифологии.
Изображается большей частью изогнутым, наполненным цветами, плодами и тому подобным, то есть повёрнутым вверх (реже извергающим их и всяческие блага, то есть повёрнутым вниз). В произведениях изобразительного искусства влагается в руки маленького Плутоса (бога богатства в древнегреческой мифологии), Фортуны (Тюхе), Геи, также Геракла. В архитектуре изображается на капителях и карнизах, особенно коринфского ордера, также над сводами, под окнами и тому подобными элементами строений.
Представление о роге изобилия заимствовано из древнегреческой мифологии, в которой он является принадлежностью козы Амальтеи или обратившегося в быка Ахелоя (Амалфеин рог, Амалфеев рог). Выражение как поговорочное встречается уже у поэта VI века до н. э. Фокилида: «поле ведь, говорят, рог Амалфеи». Рог изобилия находился в правой руке богини правосудия Фемиды.
В более древние времена рог изобилия (как и все, что имело отношение к богатству) был связан с Аидом, царством мертвых. Рог изобилия принадлежал богу богатства Плутосу. Не случайна языковая близость имен Плутоса ( Πλοῦτος ) и Плутона ( Πλούτων ), владыки царства мертвых. В своей ранней форме Плутос, как и Плутон, связан с Персефоной. В элевсинских мистериях Плутос и Плутон отождествлялись. Последний мыслился обладателем несметных подземных богатств
В Средние века рог изобилия был переосмыслен как Святой Грааль. Испивший из чаши Грааля получает прощение грехов, вечную жизнь и т. д. В некоторых версиях даже близкое созерцание даёт бессмертие на некоторое время, а также различные блага в виде еды, питья и т. п.

## Современные изображения
В современных изображениях рог изобилия обычно представляет собой плетёную корзину в форме рога, наполненную различными видами фруктов и овощей . В большей части Северной Америки рог изобилия ассоциируется с Днём Благодарения и урожаем. Рог изобилия также является названием ежегодного ноябрьского праздника еды и вина в Уистлере , Британская Колумбия, Канада.
Рог изобилия изображён на государственных гербах Колумбии, Панамы, Перу; в начале XX века изображался на гербах следующих городов Российской империи: Ахалциха, Верхнеудинска, Короткояка, Кунгура, Новой Ладоги, Пятигор Киевской губернии, Россиен.
Также рог изображён на флагах Нью-Джерси, Харькова, гербе Харькова, гербе Министерства экономического развития Российской Федерации и печатях Нью-Джерси и Висконсина.

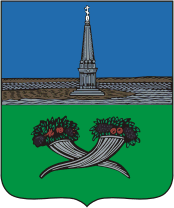
Герб Россиены
Герб Новой Ладоги
Герб Харькова
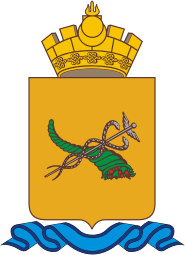
Герб Улан-Удэ
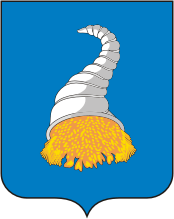
Герб Кунгура
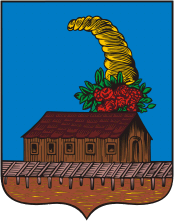
Герб Коротояка
Герб Панамы
Герб Колумбии
Герб Перу
Печать Нью-Джерси
Печать Висконсина
Минэкономразвития РФ

## В массовой культуре
В серии фантастических романов Терри Пратчетта «Плоский мир» ведьма Тиффани Эйкинг в течение короткого времени владела Рогом изобилия, который является символом канцелярии Лета.
Мотив Рога изобилия используется в серии книг «Голодные игры». Огромная постройка в форме рога находится в центре арены. Очень много участников погибают именно у Рога изобилия, так как там начинается бойня за оружие и предметы. Этот момент игр называется «Бойня у Рога». Содержимое Рога может варьироваться от игры к игре. Например, во время 50-х игр Рог стал единственным источником еды, а во время 75-х игр там можно было найти лишь оружие.
Рог изобилия используется для боди-арта и на Хэллоуин, так как он является символом плодородия, удачи и изобилия.